# Vũ Hồng Quang
Vũ Hồng Quang là một sĩ quan cao cấp của Quân đội nhân dân Việt Nam, hàm Thiếu tướng, hiện là Chính uỷ Binh chủng Đặc công.